# 香川県道16号高松王越坂出線
香川県道16号高松王越坂出線（かがわけんどう16ごう たかまつおうごしさかいでせん）は、香川県高松市から坂出市に至る県道（主要地方道）である。

## 概要
平成30年7月豪雨（西日本豪雨）による土砂崩れのため、2020年（令和2年）9月18日まで坂出市王越町木沢で長期通行止めが続いていた。

### 路線データ
- 本線（Google マップ）
  - 起点：香川県高松市香西東町（本津交差点、香川県道33号高松善通寺線交点）
  - 終点：香川県坂出市江尻町（金山西交差点、香川県道33号高松善通寺線交点）
- 別線（Google マップ）
  - 起点：香川県高松市茜町（郷東大橋東詰、高松市道高松海岸線接続点【北緯34度20分52.5秒 東経134度1分19.2秒 / 北緯34.347917度 東経134.022000度】）
  - 終点：香川県高松市香西北町（植松町交差点、県道16号高松王越坂出線本線交点）
- バイパス（Google マップ）
  - 起点：香川県坂出市高屋町（明神川橋東交差点、香川県道161号高松坂出線交点）
  - 終点：香川県坂出市高屋町（遍照院西交差点、香川県道16号高松王越坂出線本線交点）

## 歴史
- 1993年（平成5年）5月11日 - 建設省から、県道高松王越坂出線が高松王越坂出線として主要地方道に指定される[2]。

## 路線状況

### 名称・愛称
- さぬき浜街道（高松市）

## 地理

### 通過する自治体
- 高松市
- 坂出市

### 交差する道路

#### 本線
- 香川県道33号高松善通寺線（香川県高松市香西東町・本津交差点）
- 香川県道177号円座香西線（香川県高松市香西本町・香西本町交差点）
- 香川県道16号高松王越坂出線別線・香川県道161号高松坂出線（香川県高松市植松町・植松町交差点）
- 香川県道180号鴨川停車場五色台線（香川県高松市亀水町・県営野球場入口交差点）
- 香川県道281号五色台線（香川県坂出市王越町木沢・スカイライン入口）
- 香川県道186号大屋冨築港宇多津線（香川県坂出市大屋冨町）
- 香川県道161号高松坂出線（香川県坂出市高屋町・高屋町交差点）
- 香川県道16号高松王越坂出線バイパス（香川県坂出市高屋町・遍照院西交差点）
- 香川県道180号鴨川停車場五色台線（香川県坂出市高屋町・大井手橋東交差点）
- 香川県道187号林田府中線（香川県坂出市林田町・白峰中学校北交差点）
- 香川県道33号高松善通寺線（香川県坂出市江尻町・江尻町交差点）

#### 別線
- 香川県道16号高松王越坂出線本線・香川県道161号高松坂出線（香川県高松市）植松町交差点

#### バイパス
- 香川県道161号高松坂出線（香川県坂出市）明神川橋東交差点
- 香川県道16号高松王越坂出線本線（香川県坂出市）遍照院西交差点